# Spathicranuloides moikui
Spathicranuloides moikui is een keversoort uit de familie snuitkevers (Curculionidae). De wetenschappelijke naam van de soort werd in 1972 gepubliceerd door Karl Eduard Schedl.